# Jason James (calciatore)
Jason James (25 febbraio 1982) è un calciatore grenadino, difensore del Carib Hurricane.

## Carriera

### Nazionale
Ha debuttato in Nazionale nel 2002. Ha partecipato, con la maglia della Nazionale, alla Gold Cup 2009. Ha collezionato in totale, con la maglia della Nazionale, 11 presenze.